# Amalrico (nome)
Amalrico  è un nome proprio di persona italiano maschile.

## Varianti
- Maschili: Amalarico[1]

### Varianti in altre lingue
- Catalano: Amalaric[2], Amalric[2]
- Francese: Amaury[3]
- Germanico: Amalric[3][4], Amalrich[4], Emelrich[3]
- Latino: Amalaricus
- Spagnolo: Amalarico[2]
- Tedesco: Amalarich

## Origine e diffusione
Deriva dal nome germanico Amalric, composto da amal ("lavoro") e ric ("potere", "dominio", comune a moltissimi nomi germanici). Il primo dei due elementi (che alcune fonti interpretano con "battaglia", "tenacia") è presente anche in Amalia e Amalasunta, mentre il secondo, comunissimo nei nomi germanici, si può trovare ad esempio in Enrico, Riccardo e Federico; inoltre, Amerigo potrebbe condividere la stessa etimologia di Amalrico.
Il nome è noto in particolare per essere stato portato da Amalarico, re dei Visigoti, e da Amalrico I, re di Gerusalemme.

## Onomastico
In quanto nome adespota - non vi è infatti alcun santo che lo porti - l'onomastico viene eventualmente festeggiato il 1º novembre, giorno di Ognissanti.

## Persone
- Amalrico, re dei Visigoti
- Amalrico, vescovo di Torino

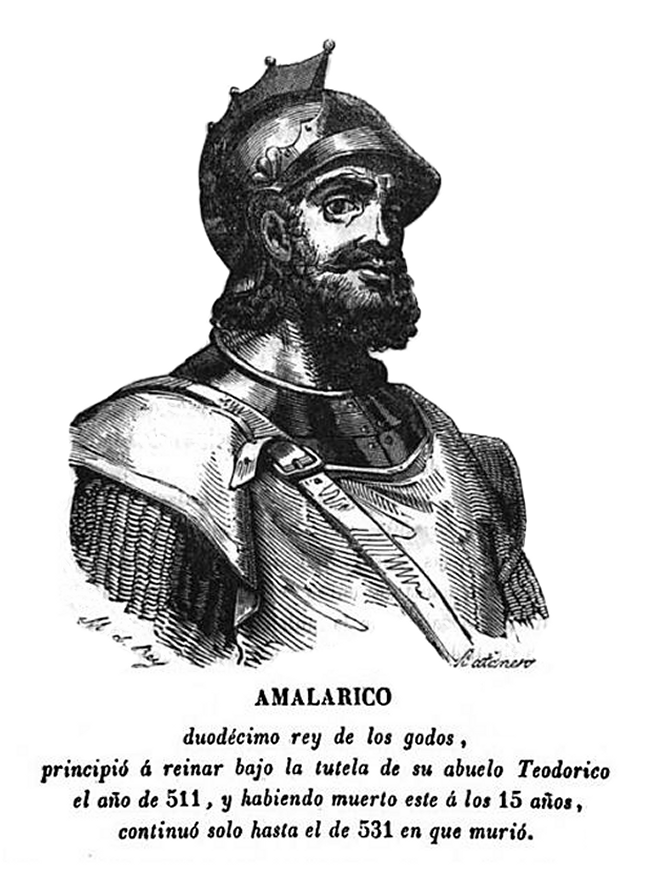
Amalrico

- Amalrico I di Gerusalemme, re di Gerusalemme
- Amalrico II di Lusignano, re di Cipro e di Gerusalemme
- Amalrico di Montfort, canonico di York
- Amalrico I di Narbona, visconte di Narbona
- Amalrico II di Narbona, visconte di Narbona
- Amalrico III di Narbona, visconte di Narbona
- Amalrico di Nesle, patriarca di Gerusalemme
- Amalrico II di Tiro, signore di Tiro

### Variante Amaury

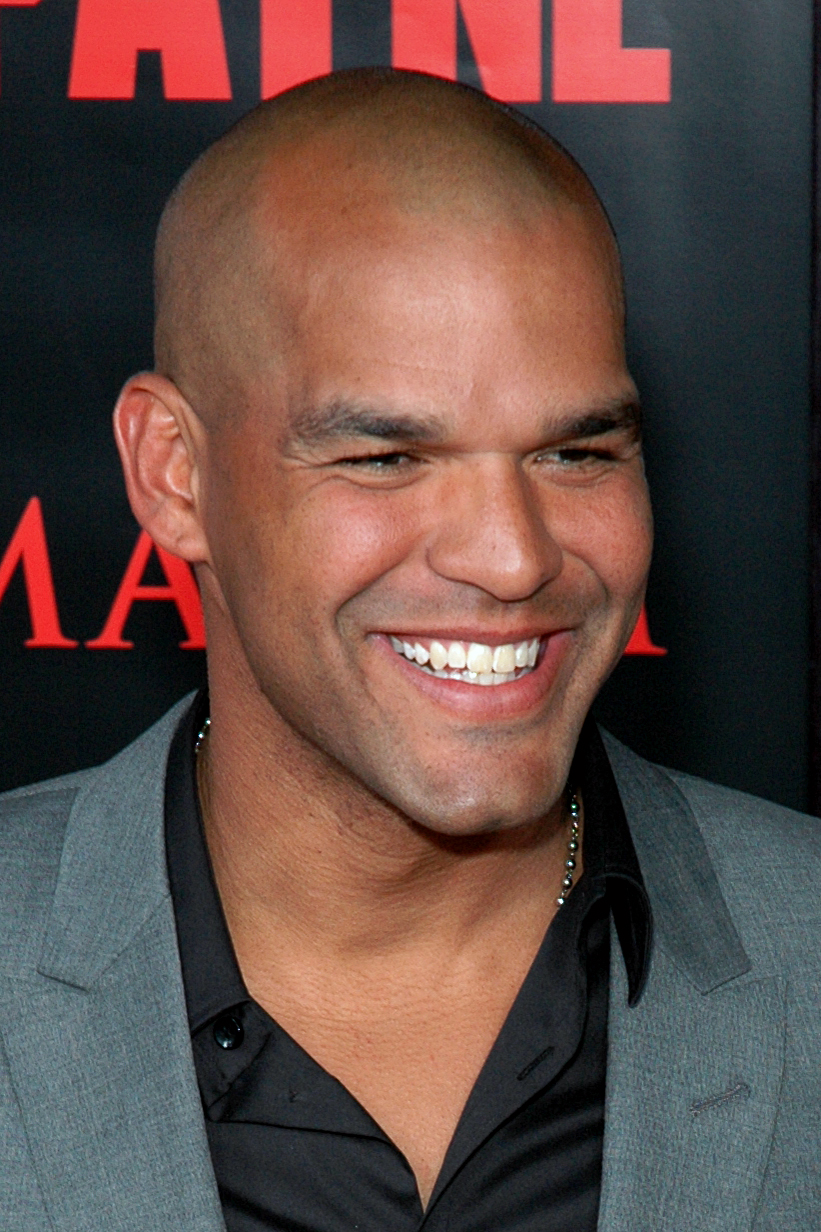
Amaury Nolasco

- Amaury Bischoff, calciatore francese naturalizzato portoghese
- Amaury Cordeel, pilota automobilistico belga
- Amaury de Bène, teologo francese
- Amaury de Lautrec, cardinale e vescovo cattolico francese
- Amaury de Sévérac, militare francese
- Amaury Leveaux, nuotatore francese
- Amaury Nolasco, attore portoricano
- Amaury Vassili, tenore francese